# Kunság Volán
Kunság Volán ([ˈkunʃaːg ˈvolaːn]) est une compagnie de bus d'État hongroise desservant Kecskemét et le comitat de Bács-Kiskun.